# Rhipidia (Rhipidia) katernes
Rhipidia (Rhipidia) katernes is een tweevleugelige uit de familie steltmuggen (Limoniidae). De soort komt voor in het Neotropisch gebied.